# Váradi Aladár
Váradi Aladár (Lőcse, 1890. október 28. – ?) csehszlovákiai magyar aktivista újságíró.

## Élete
A Csehszlovákiai Népszavának volt az egyik kiadója és szerkesztője. 1930-tól tagja volt a Csehszlovák Szociáldemokrata Munkáspárt Országos Magyar Szervezőbizottsága elnökségének. A Masaryk Akadémián és a Csehszlovákiai Magyar Újságírók Szindikátusában töltött be fontos tisztségeket. Elnöke volt a Szlovenszkói Magyar Munkásakadémiának. Szerkesztője volt a Masaryk köztársasági elnök 75. születésnapja alkalmából megjelent magyar nyelvű Masaryk albumnak, és szerkesztette a Masaryk műveit magyarul megjelentető sorozatot.
A müncheni egyezményt követően, 1938 októberében emigrált és Párizsban, majd Londonban telepedett le. Ott a Csehszlovák Nemzeti Bizottság, majd az emigráns csehszlovák kormány fizetett alkalmazottja volt, egyben a magyar ügyekben az egyik fő bizalmi. Alapító és elnökségi tagja volt az emigráns csehszlovák kormány törekvéseit támogató Csehszlovákiai Magyarok Angliai Szövetségének. 1945-től Magyarországon, 1947-től pedig Csehszlovákiában élt. Az 1948-as februári kommunista fordulat után nyugatra emigrált.

## Művei
- 1928 Magyar múlt és jelen különös tekintettel a magyar kisebbség helyzetére a Csehszlovák Köztársaságban. Bratislava. (tsz. Surányi Géza)
- 1930 Masaryk G. T. – élete, működése és hatása. Masaryk művek magyar kiadóbizottsága. (tsz. Darvas Sándor – Surányi Géza)